# 마이크로소프트 폼즈
마이크로소프트 폼즈(Microsoft Forms, 이전 이름: Office 365 Forms)는 Office 365의 일부인 온라인 설문조사 작성기이다.

## 사용법
폼즈는 사용자가 자동 채점 기능이 있는 설문조사와 퀴즈를 만들 수 있도록 한다.
데이터는 마이크로소프트 엑셀과 Power BI 대시보드로 내보낼 수 있으며 프리젠트 기능을 사용하여 실시간으로 볼 수 있다.

## 피싱 및 사기
2021년 초 마이크로소프트 365를 이용한 피싱 공격이 확산되면서 마이크로소프트는 마이크로소프트 폼즈를 이용한 피싱 시도를 자동으로 감지하고 차단하기 위해 알고리즘을 사용한다.
또한 마이크로소프트는 폼즈 사용자들에게 설문지나 설문조사에 비밀번호와 같은 개인 정보를 제출하지 말 것을 권고한다. 또한 폼즈로 생성된 모든 양식의 "제출" 버튼 아래에 유사한 권고문을 배치하여 사용자들에게 비밀번호를 알려주지 말라고 경고한다.

## 같이 보기
- 구글 설문지
- 조트폼